# Hugo Foguet
Hugo Foguet (San Miguel de Tucumán, 3 de diciembre de 1923 – San Miguel de Tucumán, 5 de junio de 1985)  fue un escritor, poeta, periodista y marino mercante argentino. [1] Nacido en la Provincia de Tucumán, el escritor realizó sus estudios secundarios en el Colegio Nacional Bartolomé Mitre, trasladándose luego hacia la Provincia de Buenos Aires para estudiar en la Escuela Nacional de Náutica “Manuel Belgrano”, donde se graduó de Oficial de Máquinas. A partir de 1951, año en que comienza a navegar profesionalmente, también se dedica a leer y desarrollar sus habilidades narrativas.

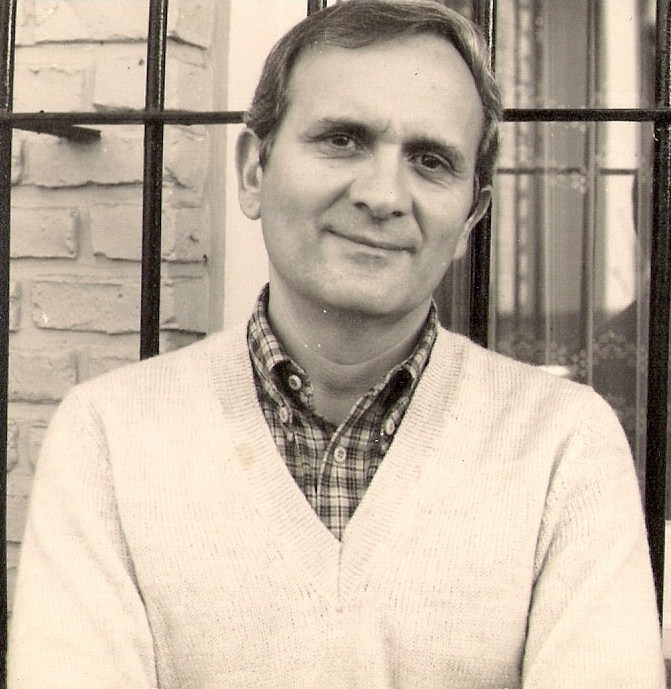
Retrato de Hugo Foguet.

“Su vida fue marcada por el mar y las letras. Marino mercante de oficio tuvo una existencia andariega, largos tiempos para leer, contemplar e imaginar. Escribir, narrando apasionantes historias, fue su gesto narrativo, emulando a los grandes como Conrad o Melville o London y Lowry” [2]

## Biografía
Foguet, uno de los escritores tucumanos de mayor relevancia del Siglo XX, publicó dos libros de cuentos en Tucumán (Hay una isla para usted, 1962; Advenimiento de la bomba, 1965) y dos novelas en Buenos Aires (Frente al mar de Timor, 1976 y Pretérito Perfecto, 1983). Póstumamente aparecieron Naufragios (1985), que rescata textos de anteriores colecciones de poemas, Los límites de la tierra; en el Canal (1980), y Convergencias (1986). En 1968, la Editorial Atenas (Tucumán) incluyó su cuento “El gran viento del 23 de agosto” en 27 Cuentos del Norte Argentino. Por su producción lírica recibió en dos ocasiones el Premio Ricardo Jaimes Freire, en 1980 y 1981. La decisión fue acordada por Olga Orozco, Roberto Juarroz y Raúl Gustavo Aguirre, quienes presidieron el jurado. También en dos ocasiones recibió el Premio Pablo Rojas Paz, máximo galardón provincial para obra narrativa. En 1982, el jurado constituido por María Esther de Miguel, María Angélica Bosco y Enrique Pezzoni le otorgó el Primer Premio de dicho certamen por su novela “Pretérito Perfecto”. [3] Falleció en 1985 dejando una novela inconclusa cuyo personaje principal era Víctor García, un referente del teatro experimental tucumano. A modo de despedida, su última pareja -la también poeta Inés Aráoz- le dedicó un poema en homenaje titulado “Ache Efe” que culmina así: “Un leve temblor fue su último beso y el aviso cierto del fin del mundo en la madrugada de un miércoles 5 de junio. ACHE EFE HA MUERTO durante el sueño a las tres y quince de la mañana” [4].

## Obras
Es llamativa la ausencia del Hugo Foguet en la historia canónica de la literatura argentina. La investigadora Isabel Aráoz, que dedicó un largo estudio al escritor, señala que su nombre no ha sido contemplado en la clásica colección de Historia de la literatura argentina del Centro Editor de América Latina (1968) ni en la clásica Historia crítica de la literatura argentina que editada por Noé Jitrik en doce volúmenes desde el año 2000. En contraste, el grupo de escritores argentinos del interior que lograron insertarse en el canon literario está conformado por Antonio Di Benedetto, Juan José Hernández, Daniel Moyano y Héctor Tizón, en el marco del conjunto de obras y autores consagrados como Osvaldo Soriano, Ricardo Piglia o Juan José Saer.
Desde el punto de vista regional, Hugo Foguet es contemporáneo de varios integrantes del grupo La Carpa (María Adela Agudo, Raúl Aráoz Anzoátegui, Julio Ardiles Gray, Manuel J. Castilla, José Fernández Molina, Raúl Galán, María Elvira Juárez, Nicandro Pereyra y Sara San Martín). No obstante, su producción narrativa empieza a conocerse muchos años después con relación a la literatura del grupo antes mencionado. De modo que Foguet se sitúa en la línea de escritores más jóvenes del noroeste argentino no integrados al núcleo de La Carpa o que, habiendo iniciado la carrera literaria allí -como Ardiles Gray- siguieron una trayectoria propia.
Narrativa
El procedimiento de construcción textual tanto en narrativa como en poesía, reside en alusiones y referencias intertextuales que reformulan o reescriben la realidad. Así, en los textos de Foguet podemos ver alusiones y referencias a la filosofía, la antropología, teorías y modelos literarios, junto con lecturas de Charles Darwin, Michel Foucault o Sigmund Freud, entre otros autores.
A diferencia de los cuentos que tuvieron una acogida eminentemente regional, sus novelas fueron publicadas en la ciudad de Buenos Aires por editoriales de trayectoria como Granica, Perfil y Legasa. Fue Jorge Lafforgue quien recomendó la publicación de la premiada “Pretérito Perfecto” por ser una “novela fundamental de la literatura nacional” y su autor “uno de los mayores escritores argentinos de hoy”.

## Poesías
En la interioridad de la obra de Foguet la creación poética es breve y ocupa un lugar menor con respecto a la prevalencia de su narrativa. Según el crítico literario y prologuista de su Obra poética “No es arriesgado conjeturar que la convergencia entre poesía y ficción narrativa se corresponde con el momento de su madurez como escritor”. Las temáticas desplegadas en su obra poética son similares a las de su narrativa: el escepticismo, la desesperanza, el desencanto del mundo y cierto tono apocalíptico, no exento de ironía y sarcasmo en la expresión. 

## Teatro
Gran parte de la obra de Foguet continúa inédita. Sus herederos conservan entre los papeles del escritor tres obras de teatro, género que cultivó entre 1951 y 1953 y que no volvió a frecuentar. Las piezas mencionadas llevan por nombre “Lázaro. Drama de un acto”, “El alucinado. Pieza de un actor” y “El amor del esqueleto. Pieza en un prólogo y veinte escenas”.
Libros
Cuento
- Hay una Isla para Usted y otros cuentos (1963).
- Advenimiento de la Bomba (1965).
- “Playas” (1982)
- Convergencias (1986) [Op. Póstuma]

Novela
- Frente al mar de Timor (1976).
- Pretérito Perfecto (1983).

Poesía
- Lecturas (1973).
- Los límites de la tierra: en el canal (1980).
- Naufragios (1985) [Op. Póstuma]

Premios y reconocimientos
- Primer premio en categoría cuento por “Hay una isla para Usted”. Departamento de Literatura del Consejo Provincial de Difusión Cultural. Tucumán, 1965.
- Premio Bienal “Pablo Rojas Paz” por el cuento “Advenimiento de la bomba”. Tucumán, 1968
- Premio Bienal “Ricardo Jaimes Freire” por el poemario “Lecturas”, 1980.
- Premio Bienal “Ricardo Jaimes Freire” por el poemario “Los límites de la tierra: en el canal”, 1981.
- Premio Bienal “Pablo Rojas Paz” por la novela “Pretérito perfecto”. Tucumán, 1982
- Distinción en el Concurso de Cuento Argentino. Buenos Aires, 1982.

Bibliografía de Hugo Foguet
- Hay una Isla para Usted y otros cuentos, Consejo Provincial de Difusión Cultural. Departamento de Literatura y Cine, Tucumán, 1963 (142 páginas).
- Advenimiento de la Bomba, 1965 (inédito).
- Frente al mar de Timor, Perfil, Buenos Aires, 1976 (205 páginas).
- “Playas” en Cuentos de hoy mismo, Círculo de Lectores, 1982.
- Pretérito Perfecto, Legasa, 1983.
- Naufragios, El imaginero, Buenos Aires, 1985 (67 páginas).
- Convergencias, Ada Korn, Buenos Aires, 1986 (195 páginas).
- Obra poética, Ediciones del Dock, Buenos Aires, 2010 (reedición ampliada de Naufragios; 128 páginas).
- Playas, Facultad de Filosofía y Letras UNT, Tucumán, 2015 (reedición ampliada de Convergencias; 236 páginas).
- Pretérito Perfecto, Eduvim, Córdoba, 2015 (reedición; 482 páginas).

Publicaciones en torno a la obra de Foguet
- Aráoz, Isabel (2008): Naufragios de mar y tarco en flor. La escritura de Hugo Foguet (1923-1985). Su obra literaria entre las décadas del sesenta y del ochenta. San Miguel de Tucumán: Instituto Interdisciplinario de Estudios Latinoamericanos, Facultad de Filosofía y Letras, Universidad Nacional de Tucumán.
- Aráoz, Isabel (2011): “Asedios a una poética del espacio. Pretérito Perfecto de Hugo Foguet”. Perífrasis. Revista de Literatura, Teoría y Crítica 2/3: 74-85. On-line. https://revistaperifrasis.uniandes.edu.co/images/foguet.pdf
- Aráoz, Isabel (2011): “Ciudad y archivo en Pretérito perfecto de Hugo Foguet”. VI Jornadas de Jóvenes Investigadores. Instituto de Investigaciones Gino Germani, Facultad de Ciencias Sociales, Universidad de Buenos Aires, Buenos Aires. Online. https://www.aacademica.org/000-093/183.pdf
- Aráoz, Isabel (2015): “Imágenes de la ciudad en la obra completa de Hugo Foguet”. Orbis Tertius Vol. XX N. 21, p. 51-61. Online. https://www.orbistertius.unlp.edu.ar/article/view/OTv20n21a06/6832
- Aráoz, Isabel (2015): Pequeño fuego. La escritura de Hugo Foguet. Tucumán: IIELA–UNT.
- Busquets María Laura (1993): “Polifonía discursiva en Pretérito perfecto de Hugo Foguet”. Actas del VII Congreso Nacional de Literatura Argentina. Universidad Nacional de Tucumán. Tucumán.
- Busquets. María Laura (1995): “Texto – contexto en Convergencias de Hugo Foguet”. En Letras. Evocación de Hugo Foguet.
- Capelusnik, M. Graciela. (1988) El desplazamiento del significante en el texto cultural de Pretérito Perfecto de Hugo Foguet. Tesis de Licenciatura en Letras. Facultad de Filosofía y Letras, Universidad Nacional de Tucumán [Inédita].
- Corvalán, Octavio (1987). Contrapunto y fuga (poesía y ficción del NOA). San Miguel de Tucumán: Departamento de Publicaciones, Facultad de Filosofía y Letras, Universidad Nacional de Tucumán.
- Corvalán, Octavio (1995). “Hugo Foguet en la narrativa tucumana”. En Letras. Evocación de Hugo Foguet.
- Flawiá de Fernández, Nilda (1985): Tucumán siglo XX: perfiles estéticos y narrativos. Tucumán: Ed. El Graduado.
- Flawiá de Fernández, Nilda (1987): “Pretérito perfecto de Hugo Foguet: la novela como re-lectura dela historia” en revista Argentina en su literatura, cuaderno 2, mayo. Tucumán: INSIL.
- Flawiá de Fernández, Nilda (1995): “Pretérito Perfecto de Hugo Foguet: memoria, oralidad y escritura” en Miradas, versiones y escrituras. Barcelona: Puvill libros.
- Flawiá de Fernández, Nilda; Steimberg, Olga Ruth (1984): “Pretérito perfecto.  Obra abierta”, en revista Latitud Norte, año 1, N°1, junio. Tucumán: SADE.
- Flawiá Fernández, Nilda (1988): “Estrategias discursivas en Pretérito Perfecto de Hugo Foguet”. En Argentina en su literatura. Instituto de Investigaciones Lingüísticas y Literarias Hispánicas. Cuaderno III.
- Flawiá Fernández, Nilda (1995): “La ficcionalización de la historia en Pretérito Perfecto de Hugo Foguet” En Letras. Evocación de Hugo Foguet. INSIL.
- Geirola, Gustavo (2018): El espacio regional del mundo de Hugo Foguet. Buenos Aires: Editorial Argus-a. Online. http://www.argus-a.com.ar/archivos-ebooks/716-1.pdf
- Gutiérrez, Verónica del Carmen (2015): “Irreverencia, desatino y heterogeneidad en Pretérito Perfecto de Hugo Foguet”. Revista de Crítica Literaria Latinoamericana 41.81 p. 305-316.
- Hernández, Juan José (2003): “Pretérito Perfecto ¿Una novela experimental?” Escritos irreberentes. Buenos Aires: Adriana Hidalgo.
- Lagmanovich, David (1974): La literatura del Noroeste argentino. Rosario: Ed. Biblioteca.
- Lagmanovich, David (2010): Ensayos sobre la cultura de Tucumán. Tucumán: Fund. Miguel Lillo.
- Mena, Máximo Hernán (2012): Testimonio, historia y ficción en novelas de Orphée, Foguet y Wilde. Tucumán: UNT. Tesis de licenciatura [Inédita]
- Mena, Máximo Hernán (2015): “Tucumán:  lugar de la ausencia imperfecta. Acerca de la novela Pretérito perfecto (1983) de Hugo Foguet” en Revista Convivencia (América Latina, el Caribe y el Mundo), año II, N° 1. Panamá: Universidad de Panamá.
- Mena, Máximo Hernán (2017): “Desapariciones, barricadas y escritura en Frente al mar de Timor de Hugo Foguet. En Memorias de las I Jornadas Nacionales Perspectivas e Intervenciones en las Ciencias Sociales del NOA.
- VVAA (2007): “Dossier: Hugo Foguet”. Mil trescientos kilómetros. Escrituras desde las fronteras.  (Incluye escritos de Isabel Aráoz, María José Cisneros, Fabián Soberón, una entrevista a Arturo Álvarez Sosa y el poema “Ache Efe” de Inés Aráoz).